# Biometrijska putovnica
Biometrijska putovnica poznata i kao ePutovnica (ePassport) i e-Putovnica (e-Passport) je nova vrsta putovnice koja rabi i biometrijske podatke da bi se označio vlasnikov identitet. 
Podatci se pored zapisa na papiru putovnice zapisuju i u posebnom čipu. U čipu se ovisno od inačice nalaze informacije potrebne radi prepoznavanja geometrije lica, otiska prsta i izgleda mrežnice. Ovu putovnicu je skoro nemoguće krivotvoriti.
Iako su se organizacije za zaštitu ljudskih prava odupirale tome da se uvedu biometrijske putovnice, uvelo ih se u većini razvijenih zemalja, ali i u mnogim drugim zemljama.
Prvu biometrijsku putovnicu izdala je Malezija 1998. godine.
Biometrijska putovnica izdaje se u Republici Hrvatskoj od 1. srpnja 2009. godine.

## Također pogledajte
- biometrija

## Vanjske poveznice
- Biometrijska putovnica